# Hanseatische Rechtsanwaltskammer Bremen
Die Hanseatische Rechtsanwaltskammer Bremen (RAK) ist eine von 28 Rechtsanwaltskammern in Deutschland. Sie hat ihren Sitz in der Stadtgemeinde Bremen und ist im Bundesland Bremen zuständig für die Anwälte in den Gerichtsbezirken Bremen und Bremerhaven.
Sie ist eine Körperschaft des öffentlichen Rechts und die Selbstverwaltungsorganisation der örtlichen Rechtsanwaltschaft. Zum Jahresende 2023 gehörten ihr etwas über 1.800 zugelassene Rechtsanwälte und Rechtsanwaltsgesellschaften als Mitglieder an. Zu den wesentlichen Aufgaben der Kammer gehören u. a. die Berufsaufsicht über ihre Mitglieder und die Verleihung von Fachanwaltsbezeichnungen.